# Štrbe
Štrbe (en serbe cyrillique : Штрбе) est un village de Bosnie-Herzégovine. Il est situé dans la municipalité de Čelinac et dans la république serbe de Bosnie. Selon les premiers résultats du recensement bosnien de 2013, il compte 656 habitants.

## Démographie

### Évolution historique de la population dans la localité
| 1948 | 1953 | 1961 | 1971 | 1981 | 1991 | 2013 |
| ---- | ---- | ---- | ---- | ---- | ---- | ---- |
| -    | -    | 626  | 670  | 619  | 605  | 656  |

|  |

### Communauté locale
En 1991, la communauté locale de Štrbe comptait 1 420 habitants, répartis de la manière suivante :